# 卡岑埃尔恩博根
卡岑埃尔恩博根（德語：Katzenelnbogen，發音：[katsn̩ˈʔɛlnˌboːɡn̩] ⓘ）是德国莱茵兰-普法尔茨州莱茵-兰县的城市，面积9.18平方千米，2023年12月31日人口为2,315人。

## 友好城市
- 法國 塞尔